# Sope (nourriture)

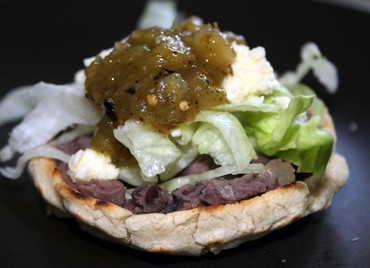
Sope avec de la salsa verte

Le sope est un plat traditionnel mexicain composé d'une base de masa frite avec des garnitures salées. Aussi connue sous le nom de picadita (à Tierra Caliente, Guerrero), il est originaire du centre et du sud du Mexique, où il est parfois connu sous le nom de pellizcadas. Il s'agit d'un antojito qui, à première vue, ressemble à une tortilla inhabituellement épaisse avec des garnitures de légumes et de viande.
La base de maïs est frite avec les côtés pincés et garnie de haricots frits, de fromage émietté, de laitue, d'oignons, de salsa rouge ou verte et de crème. Parfois, d’autres ingrédients (principalement de la viande) sont ajoutés pour créer des goûts et des styles différents.

## Sope traditionnel
Le sope s'est répandu sur tout le territoire mexicain et il existe des milliers de variantes régionales. Même si les sopes sont traditionnellement originaires du Mexique, de nombreux pays d'Amérique centrale adoptent ce plat dans leur cuisine, avec des ingrédients légèrement différents, et très similaires aux enchiladas salvadoriennes.
Alors que les côtés pincés du sope sont sa caractéristique la plus distinctive, les sopes plates sont conçues pour ressembler à une tortilla épaisse ou à une tostada. Cependant, bien que les tostadas et les sopes soient frites, la tostada est fine et frite jusqu'à ce qu'elle devienne croustillante et fragile, tandis que le sope est beaucoup plus épais et frit uniquement jusqu'à ce que la surface extérieure soit cuite. Le sope a donc une texture douce et légèrement souple. L'épaisseur du sope est destiné à supporter ses garnitures, et la friture de sa surface extérieure ajoute de la résistance à l'humidité des ingrédients.
La variante la plus courante du sope consiste simplement à ajouter du poulet et est connue sous le nom de sope de pollo. Les sopes garnis de bœuf sont également une variante courante et sont généralement légèrement plus grosses que les sopes de pollo.
Dans les régions du nord du Mexique, les sopes sont souvent préparés sans légumes et remplacés par des haricots noirs, de la salsa épicée, du longaniza ou du chorizo. À Acapulco et au Guerrero, les sopes sont exceptionnellement petits et sont donc appelés sopecitos. Ils sont frits dans la même huile que celle utilisée pour les fruits de mer, ce qui leur donne un goût unique. Les sopecitos sont composés uniquement de haricots et de salsa ; aucun autre ingrédient n'est ajouté.
À Oaxaca, les sopes sont parfois préparés en utilisant des chapulines (sauterelles rôties) comme garniture. En outre, un plat semblable à un sope géant ou à une tostada géante est l'aliment traditionnel de référence à Oaxaca connu sous le nom de tlayuda.

## Plats similaires
Le sope est adopté et adapté aux goûts locaux de toutes les régions du Mexique. Cela aboutit à la création de nombreuses spécialités culinaires traditionnelles, qui peuvent ressembler au sope, mais sont considérées comme un plat différent.

### Huarache
La variante la plus courante est le huarache, qui est préparé presque de la même manière. Cependant, le huarache est normalement deux ou trois fois plus grand qu'un sope et a une forme oblongue caractéristique. Les Huaraches sont généralement garnis de travers de porc, de poulet ou de steak de bœuf. Le nom huarache est dérivé de la forme du masa, semblable aux sandales populaires. Les garnitures pour le huarache comprennent des haricots, du fromage, de la laitue, de la crème, du bœuf haché et de la salsa.

### Tlacoyo
Le tlacoyo est un plat traditionnel mexicain complètement différent qu'il ne faut pas confondre avec un sope, mais dans certaines régions, il a commencé à être utilisé de manière similaire, comme base sur laquelle sont placés les mêmes ingrédients utilisés pour les sopes. Un tlacoyo est un gâteau ovale frit ou grillé à base de masa, en forme de torpille et beaucoup plus gras, car rempli de haricots ou de fromage.
Comme sa forme est similaire à celle d'un huarache (mais plus petit), qu'il est composé du même maïs que le sope et qu'il est encore plus épais (il résiste donc mieux aux aliments humides), les vendeurs ambulants mexicains décident de le vendre en y ajoutant des garnitures, comme alternative au sope. Cependant, le tlacoyo traditionnel est censé être consommé sans aucune garniture, et cette forme se trouve principalement dans la nourriture de rue.

### Grenache
Les grenaches sont de petites tortillas de maïs frites avec de la viande effilochée, du fromage émietté et de la salsa. Dans de nombreux cas, les grenaches ne contiennent que de l'oignon et de la salsa. D'apparence similaire aux sopes, elles constituent une spécialité principale du Guatemala.

### Memela
Les memelas d'Oaxaca sont un nom local pour les sopes identiques servis dans d'autres régions du Mexique, simplement préparés avec des garnitures différentes. Les memelas sont des gâteaux au maïs garnis de haricots, de salsa, de chou râpé, de mole negro, de guacamole et de fromage. Les memelas sont servis dans les restaurants oaxacas/mexicains aux États-Unis depuis les années 1990. À Puebla, ils sont souvent servis garnis d'une sauce rouge d'un côté et une sauce verte de l'autre côté, et sont appelés estilo bandera. Au lieu de viande, les memelas de Puebla sont servis avec de la crème, du fromage émietté et des oignons coupés en dés sur les sauces rouges et vertes.

### Chalupa
Chalupa est un plateau de tostada dans la cuisine mexicaine, pas une sope, mais sa méthode de préparation est assez similaire. C'est une spécialité du centre-sud du Mexique, comme dans les États de Puebla, Guerrero et Oaxaca. Il est préparé en pressant une fine couche de pâte autour de l'extérieur d'un petit moule et en le faisant frire pour produire une coupe de maïs croustillante et peu profonde. Il est rempli de divers ingrédients tels que du poulet, du porc, de l'oignon haché, du piment chipotle, de la salsa rouge et de la salsa verte.
Le chalupa est généralement plus long qu'un sope, ressemblant au bateau en forme de canoë qui porte son nom, bien que de petites versions (appelées chalupitas) soient disponibles dans d'autres régions. Une forme américanisée est vendue dans les restaurants Taco Bell, remplie de viande hachée, de steak ou de poulet et garnie de fromage, de laitue, de crème aigre et de salsa. Il ressemble à un taco américain à l'intérieur, mais est enveloppé de tortilla à base de blé.

### Salbutes et panuchos
La cuisine du Yucatan est très différente de ce que l'on appelle traditionnellement la cuisine « mexicaine », car la cuisine de cette région comprend la culture maya locale combinée à une influence culinaire européenne.
Les salbutes et les panuchos sont la variante yucatèque du sope. Les salbutes sont des tortillas moelleuses et cuites garnies avec de la laitue, de la tomate, de la viande de dinde et de l'avocat sur le dessus. Les panuchos sont composés de tortillas partiellement frites comme base de sope, mais remplies de haricots noirs et garnies de dinde ou de poulet, de laitue, d'avocat et des pickles d'oignons. Les piments Habanero accompagnent la plupart des plats, sous forme solide ou en purée, accompagnés de citrons verts frais ou de jus de citron vert.